# Жермен, Брюно
Брюно́ Жерме́н (фр. Bruno Germain; 28 апреля, 1960, Орлеан) — французский футболист, защитник. Отец нападающего «Марселя» Валера Жермена.

## Карьера
Жермен начинал карьеру в местном «Орлеане», с которым в 1980 году дошёл до финала Кубка Франции, где его команда уступила «Монако» (1:3). Покинув клуб в 1982 году, Брюно отправился в «Нанси», где провёл четыре года.
В 1986 году Жермен стал игроком парижского «Расинга», где в итоге отыграл два года. Свой единственный матч за сборную Франции Жермен провёл во время выступлений за «Расинг» — 18 ноября 1987 года против сборной ГДР (0:1).
Летом 1988 года Жермен перешёл в «Тулон», однако вскоре был вынужден покинуть клуб из-за ссоры с болельщиками. В октябре контракт с игроком подписал «Олимпик Марсель». В составе команды он трижды подряд становился чемпионом Франции, выигрывал Кубок Франции, а также выходил в финал Кубка европейских чемпионов в 1991 году.
В 1991 году Жермен ушёл в «Пари Сен-Жермен», где провёл два года, за которые выиграл Кубок Франции и стал вице-чемпионом Лиги 1. По истечении контракта в 1993 году он стал игроком «Анже», где отыграл один сезон.
В 1994 году Жермен вернулся в «Марсель», который был понижен во второй дивизион. По окончании сезона 1994/95 Брюно завершил профессиональную карьеру, выиграв Лигу 2 в составе «Олимпика».

## Достижения
«Орлеан»
- Финалист Кубка Франции: 1979/80

«Олимпик Марсель»
- Чемпион Франции: 1988/89, 1989/90, 1990/91
- Обладатель Кубка Франции: 1988/89
- Финалист Кубка европейских чемпионов: 1990/91
- Финалист Кубка Франции: 1990/91
- Чемпион Второй лиги Франции: 1994/95

«Пари Сен-Жермен»
- Обладатель Кубка Франции: 1992/93
- Вице-чемпион Франции: 1992/93